# Odontotrypes bimaculatus
Odontotrypes bimaculatus är en skalbaggsart som beskrevs av Cervenka 2005. Odontotrypes bimaculatus ingår i släktet Odontotrypes och familjen tordyvlar. Inga underarter finns listade i Catalogue of Life.